# Александру Кікуліце
Александру Кікуліце (3 лютого 1961 , Бухарест ) — румунський фехтувальник на шаблях, бронзовий призер Олімпійських ігор 1984 року.

## Виступи на Олімпіадах
| Олімпіада         | Дисципліна          | Місце |
| ----------------- | ------------------- | ----- |
| Лос-Анджелес 1984 | командна шабля      | 3     |
| Барселона 1992    | індивідуальна шабля | 30    |
| Барселона 1992    | командна шабля      | 4     |